# Bole District
Der Bole District ist ein Distrikt der Savannah Region im Norden Ghanas.

## Bevölkerung
Der Distrikt hat eine sehr heterogene ethnische Zusammensetzung. Die größte Gruppe stellen die  Gonja, daneben gibt es Vagia, Birifor, Safalba, Mo, Dagaare, Grushie und Pantras.

## Ortschaften im Distrikt
- Mandari
- Banda-Nkwanta
- Gbegu
- Maluwe
- Nyoli No. 1
- Sumpuoyiri/Berinya
- Tinga
- Sakpa
- Jama
- Kiape
- Teselima.